# Ulica św. Wita we Wrocławiu

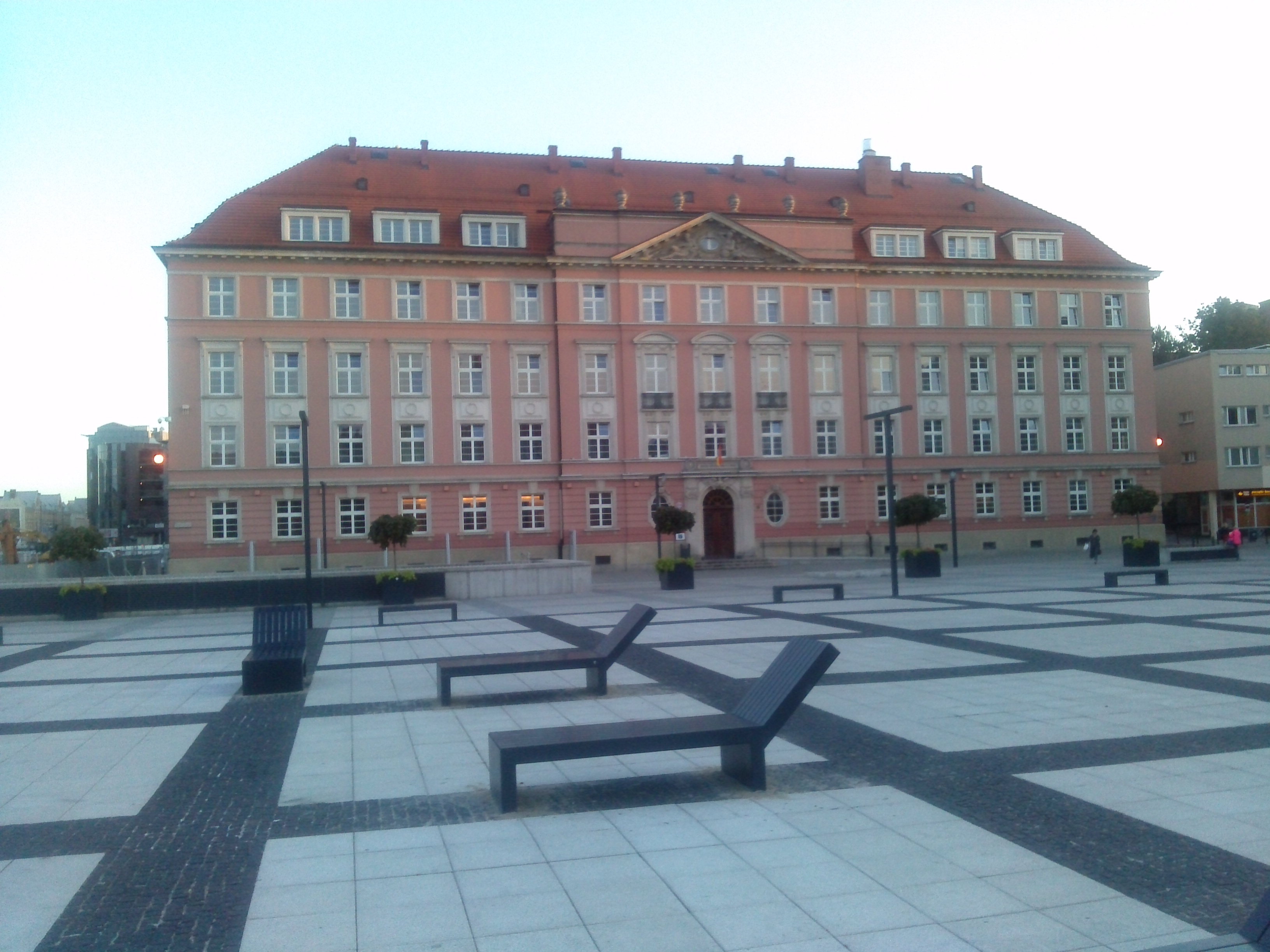
Budynek Urzędu Miasta Wrocławia i plac Nowy Targ.

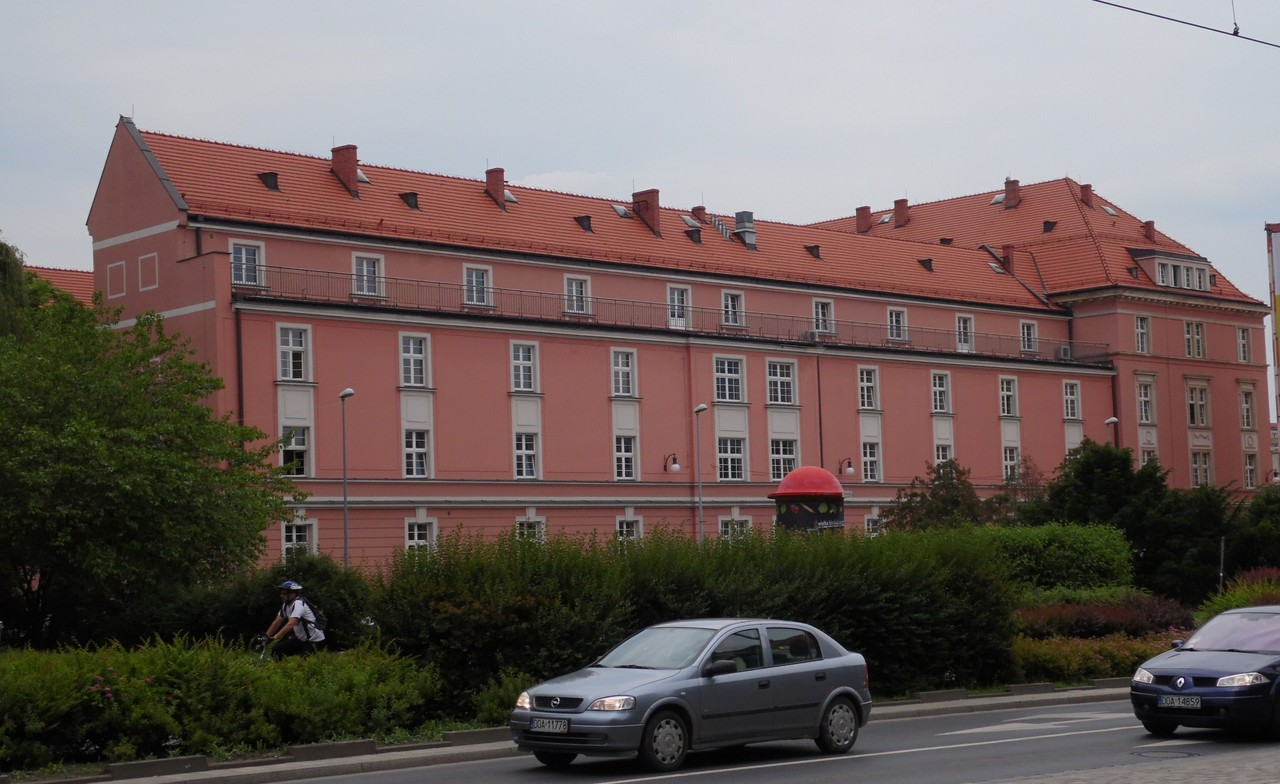
Budynek Urzędu Miasta Wrocławia, elewacja wschodnia.

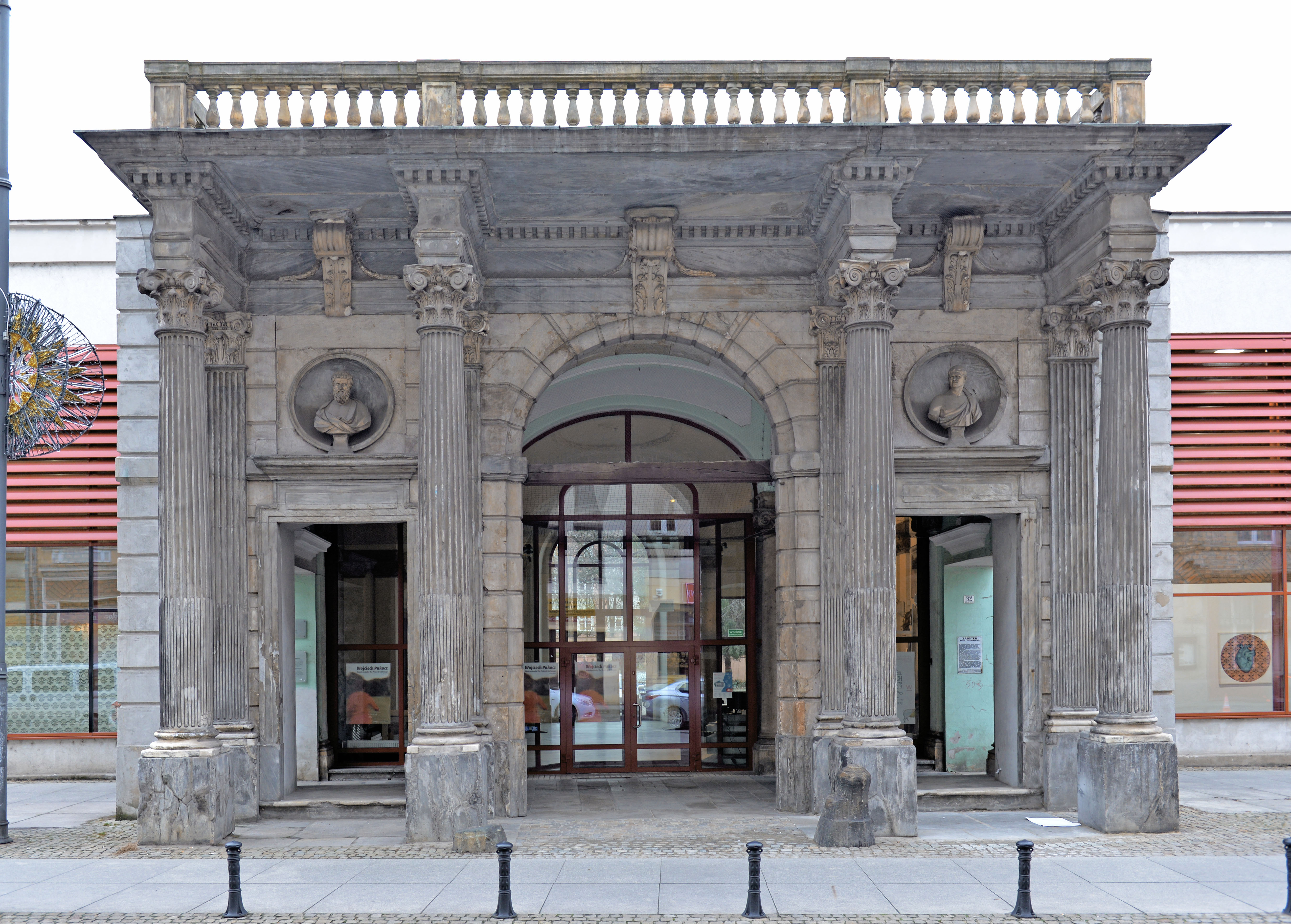
Zachowany portyk pałacu.

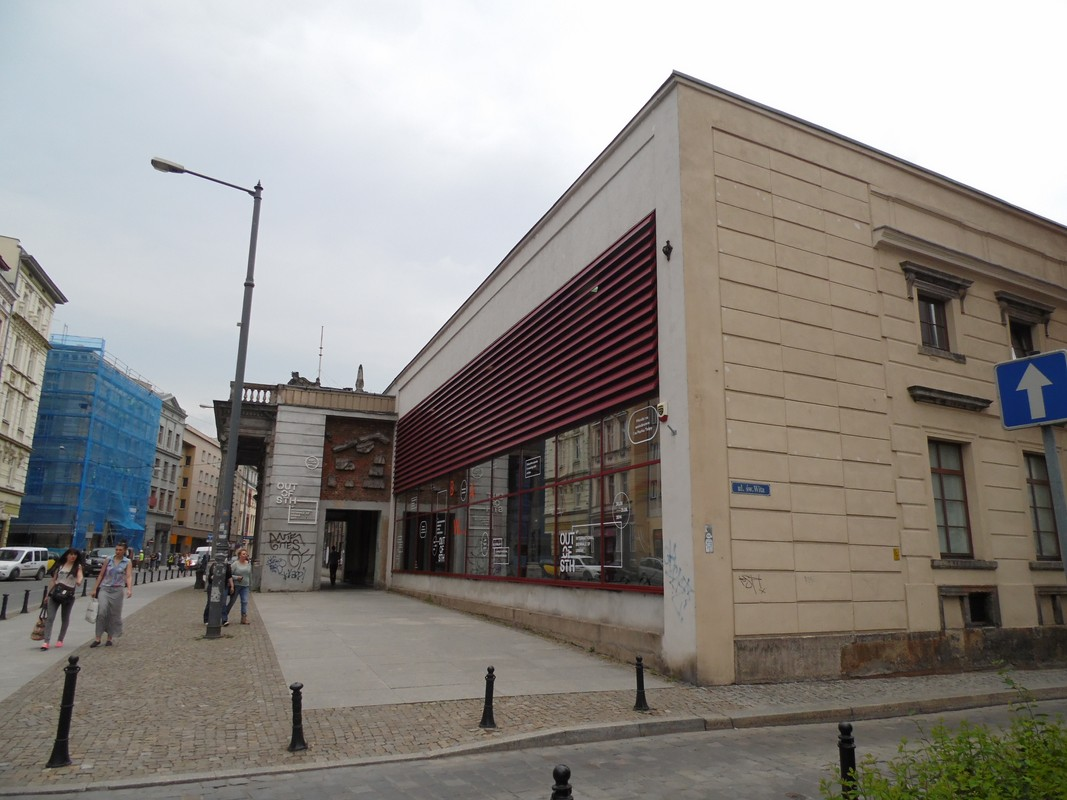
Początek ulicy przy galerii Biura Wystaw Artystycznych.

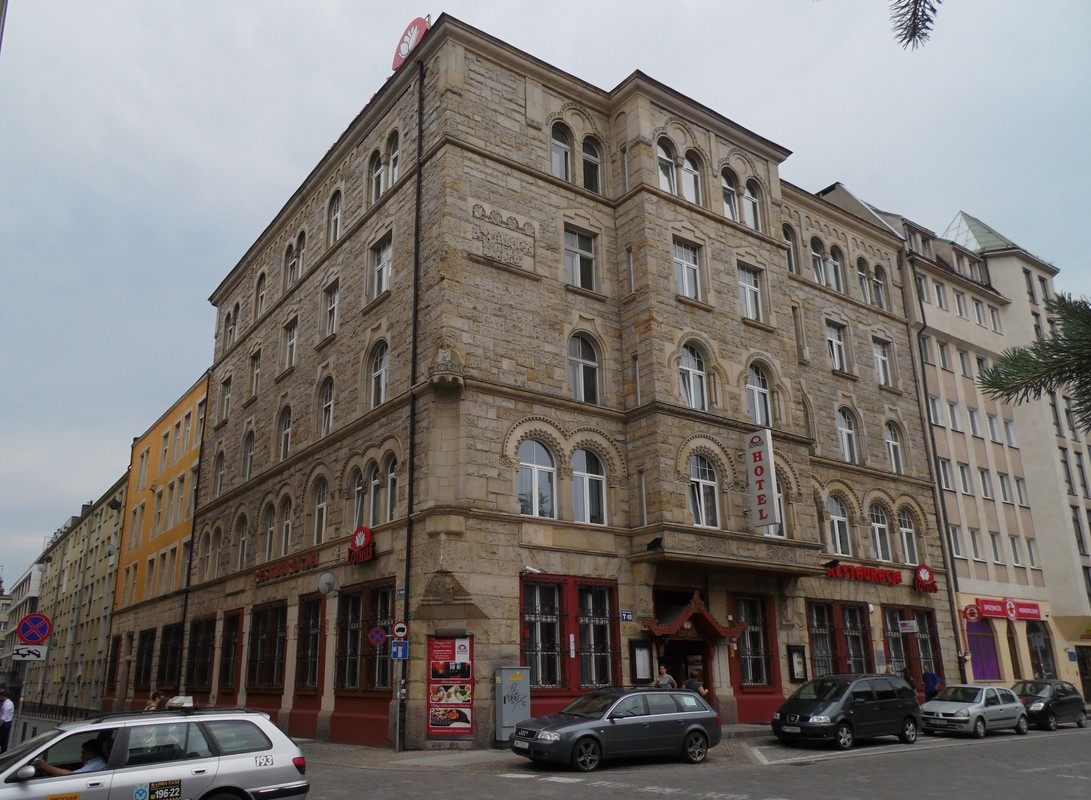
Hotel Lothus.

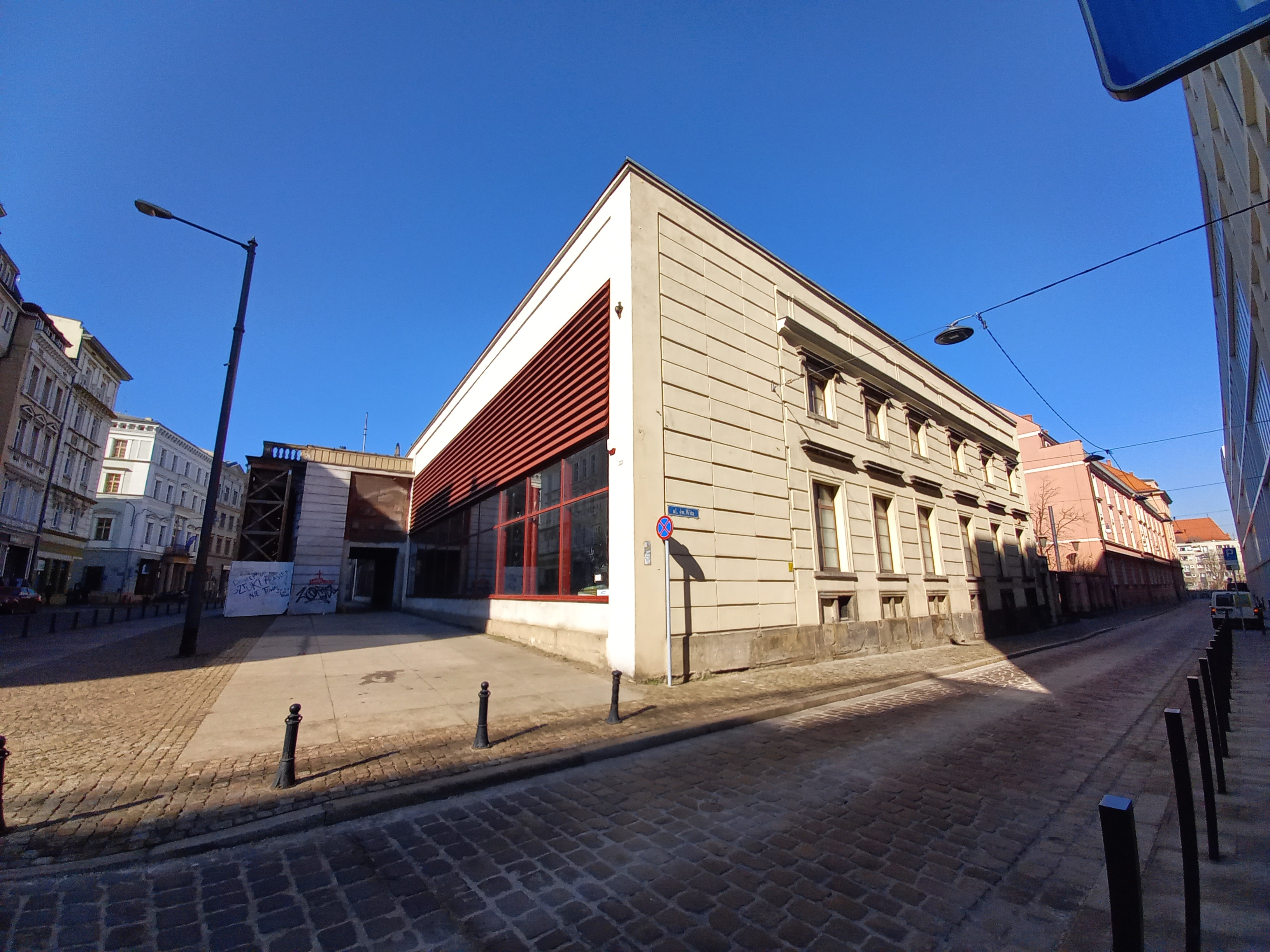
Po prawej ul. Wita Stwosza

Ulica Świętego Wita – ulica położona we Wrocławiu na Starym Mieście, w jego wschodniej części. Łączy plac Nowy Targ z ulicą Wita Stwosza. Ma 151 m długości.

## Historia
Ulica ta wzmiankowana była już w 1346 roku. W pobliżu znajdowała się kaplica św. Wita. W latach 1715–1719 wybudowano w pierzei zachodniej barokowy pałac dla Franza von Hatzfeld. Został on zniszczony w 1760 roku podczas wojny siedmioletniej. Ruiny tego pałacu rozebrano w 1763 roku, a na jego miejsce w latach 1765–1773 wybudowano nowy pałac Hatzfeldów zbudowany dla księcia Franza Philippa Adriana von Hatzfelda. W 1912 roku zabudowa tego obszaru została powiększona od strony Nowego Targu. Obiekt użytkowany był przez Nadprezydium Prowincji Śląskiej. Pałac został zniszczony podczas działań wojennych w 1945 roku, w latach 60. XX wieku został rozebrany. Pozostawiono tylko część parteru, który zaadaptowano wraz z nowym budynkiem z przeznaczeniem na galerię sztuki Biura Wystaw Artystycznych.
W trakcie działań wojennych prowadzonych podczas oblężenia Wrocławia w 1945 roku wschodnia pierzeja ulicy uległa całkowitemu zniszczeniu. Po wojnie wybudowano tu dwa biurowce, w tym biurowiec Biura Projektów i Studiów Taboru Rzecznego z 1968 roku (później Navicentrum) w północnej części ulicy oraz Biurowiec Żeglugi Śródlądowej w latach 1966–1967. Obecnie są rozebrane i powstała nowa inwestycja. Natomiast pierzeja zachodnia obejmuje biurowiec Urzędu Miejskiego Wrocławia oraz pałac Hatzfeldów spalony przez hitlerowców w marcu 1945 roku, a następnie częściowo rozebrany i adaptowany na galerię wraz z dobudowaną nową częścią.

## Nazwy
W swojej historii ulica nosiła następujące nazwy własne:
- Vitus gasse (Wita), od 1346 roku do 1562 roku[e][f][2][3]
- Świętego Wita, od 1562 roku do końca XVI wieku[e][2][3]
- Ziegengasse, od końca XVI wieku – równocześnie z nazwą poprzednią, od 1824/1825 roku – ostatecznie jako jedyna nazwa tej ulicy, do 1945[2][3][12]
- Świętego Wita, od 1945 roku[2][3][12].

Wcześniejsza nazwa ulicy Ziegengasse, wywodząca się z czasów średniowiecza, pochodziła od słowa z języka niemieckiego Ziege, czyli koza. Jako źródło nadania tej nazwy ulicy podaje się pobliską ulicę Krowią. Współczesna nazwa ulicy przywróciła pierwotną nazwę, ale z uwzględnieniem już określenia „świętego”, czego nie było w nazwie pierwotnej. Została ona nadana przez Zarząd Miejski i ogłoszona w okólniku nr 97 z 31.11.1945 r. Istnieje przypuszczenie, że nazwa może pochodzić od patrona kaplicy św. Wita, która znajdowała się w pobliżu, choć nie ma potwierdzenia tego faktu w odniesieniu do średniowiecznej nazwy ulicy.

## Układ drogowy
Do ulicy przypisana jest droga gminna o długości 151 m, klasy drogi dojazdowej.
Ulice i place powiązane z ulicą Świętego Wita:
- skrzyżowanie: plac Nowy Targ[1][4][15]
- skrzyżowanie:
  - ulicą Wita Stwosza[1][16]
  - ulica Krawiecka[17].

## Zabudowa i zagospodarowanie
W pierzei zachodniej w południowej części położony jest budynek galerii BWA z reliktem dawnego Pałacu Hatzfedtów . Natomiast w północnej części ulicy położony jest budynek dawnego Nadprezydium Rejencji Śląskiej, a obecnie Urzędu Miejskiego Wrocławia, przylegający do ulicy elewacją wschodnią .
Pierzeja wschodnia obejmowała do 2017 roku teren, na którego krańcach południowym i północnym znajdowały się dwa powojenne biurowce z niezabudowaną przestrzenią między nimi. Od tego roku zostały one rozebrane i prowadzona jest nowa inwestycja, przy czym dopuszczono powstanie obiektu biurowo-usługowego, handlowego i hotelowego . Jego budowę rozpoczęto w 2017 roku, według projektu Maćków Pracownia Projektowa .

## Ochrona i zabytki
Obszar, na którym położona jest ulica Świętego Wita podlega ochronie w ramach zespołu urbanistycznego Starego Miasta z XIII-XIX wieku, wpisanego do rejestru zabytków pod nr rej.: 196 z 15.02.1962 oraz A/1580/212 z 12.05.1967. Inną formą ochrony tych obszarów jest ustanowienie historycznego centrum miasta, w nieco szerszym obszarowo zakresie niż wyżej wskazany zespół urbanistyczny, jako pomnik historii  . Samo miasto włączyło ten obszar jako cenny i wymagający ochrony do Parku Kulturowego „Stare Miasto”, który zakłada ochronę krajobrazu kulturowego oraz uporządkowanie, zachowanie i właściwe kształtowanie krajobrazu kulturowego i historycznego charakteru najstarszej części miasta .
W zakresie samej drogi natomiast wymaga się wykonania nawierzchni z elementów kamiennych. Ochronie podlega również oś widokowa ulicy Świętego Wita w kierunku północnym na obiekt szczególny usytuowany na placu Nowy Targ.
W otoczeniu ulicy znajdują się następujące zabytki:
- Hotel „Deutsches Haus”, następnie hotel „Sajgon”[h], później Hotel „Lothus”, lata 1903–1904, po 1945 r., rejestr zabytków nr 677/508/Wm z dn. 25.01.1993, zamyka oś widokową ulicy w kierunku południowym[29] [30][31]
- Portyk pałacu Hatzfeldów, obecnie budynku galerii Awangarda[d], lata 1715–1722, lata 1766–1773 (proj. Carl Gotthard Langhans), rejestr zabytków nr A/2796/173 z dnia 15.02.1962 r, pierzeja zachodnia[29] [32]
- Nadprezydium Prowincji Śląskiej (Oberpräsidium), ob. Urząd Miasta Wrocławia, IX wiek, lata 1914–1918 (proj. K. Löwe; rozbudowa i przebudowa), po 1945 r., rejestr zabytków nr A/2269/504/Wm z dn. 15.01.1993, pierzeja zachodnia[29] [33][34]